# Exhortare
Exhortare (Latijn: waarschuwen) is een oorlogsmonument aan het Manitobaplein bij het gemeentehuis in Vriezenveen in de Nederlandse provincie Overijssel. 
Exhortare is uitgehouwen uit een blok Spaans marmer. Het herdenkingsteken toont een uitgehouwen silhouet van een eerder verdwenen standbeeld. In het 18 ton zware steen zijn ook een marmeren vrouwenfiguur en een dode duif afgebeeld. 

## Oude beeld

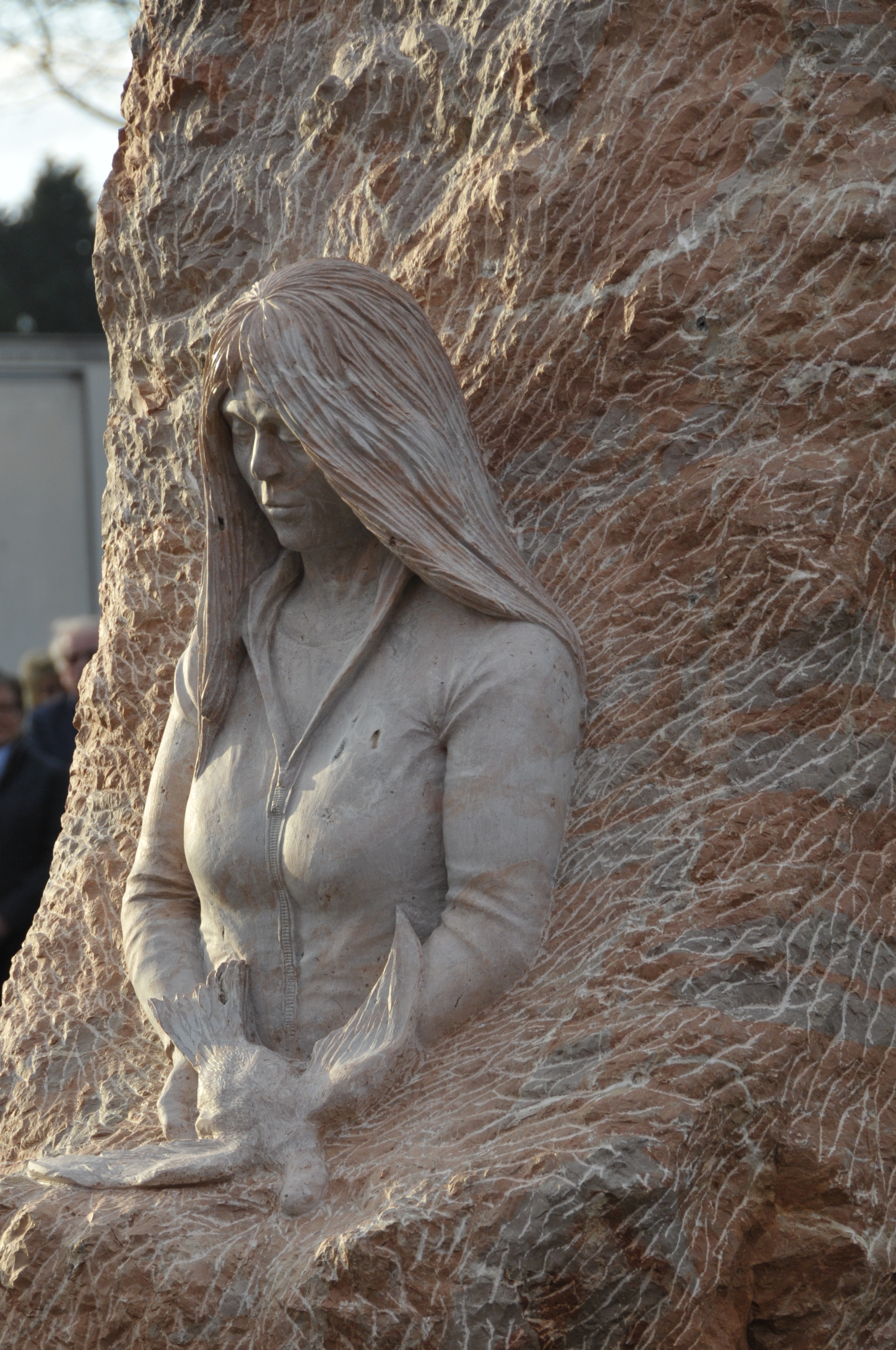
Detail van Exhortare

Het oorspronkelijke gedenkteken Dringend Vermaan van kunstenares Janny Brugman-de Vries werd onthuld op 20 mei 1950. In februari 2014 werd dit beeld gestolen vanaf het Platanenplein in Vriezenveen. Het oude beeld was 2 meter 50 hoog, 80 centimeter breed en 80 centimeter diep. Het was geplaatst op een zwartmarmeren voetstuk. 

## Symboliek
Het door Jan-Carel Koster gemaakte nieuwe monument werd onthuld op 5 april 2016. Het silhouet van het oude beeld werd weggehaald uit de steen. Door dit uithouwen bleef een leegte achter. Deze leegte symboliseert het gestolen beeld, maar ook de leegte die de oorlogsslachtoffers is achterlaten. De gebogen en geslagen mannenfiguur lijkt zich op te richten. Zijn 'dringend vermaan' is een oproep aan eenieder om zich in te zetten voor een betere wereld. Daarin dienen vrijheid van godsdienst en vrijheid van meningsuiting gewaarborgd te blijven. Bezoekers kunnen de leegte vullen door in het silhouet te gaan staan om zo zelf een 'dringend vermaan' uit te beelden. Ook het hoofd van de uitgehouwen vrouw is gebogen. Zij lijkt de tegengestelde richting van de man uit te lopen. Dat zij niet helemaal is uitgehouwen verbeeldt dat ze voor altijd vastzit aan haar herinneringen. De dode duif die door haar wordt vastgehouden symboliseert het brengen van hoop en vrede. Doordat het beeld met de zijden naar het oosten en westen is gekeerd ontstaan bij zonsopgang en zonsondergang de silhouetten in een schaduwvorm als waarschuwing dat de donkere zijde van de samenleving op de loer ligt.

## Herdenkingsteken
Behalve de namen van 23 oorlogsslachtoffers op de voorzijde van het monument staan ook vijf namen van gesneuvelden in het voormalige Nederlands Oost-Indië op het monument. 
De op het monument vermelde joodse oorlogsslachtoffers zijn opgenomen in het 'Digitaal Monument Joodse Gemeenschap in Nederland'. Informatie over hen is beschikbaar via een aangebrachte QR-code.